# Christoph Friedrich Ferdinand Haacke
Christoph Friedrich Ferdinand Haacke (* 26. Januar 1781 in Friedeberg in der Neumark; † 27. Juli 1855 in Stendal) war ein deutscher klassischer Philologe und Gymnasiallehrer.

## Leben
Haacke absolvierte, nachdem er von seinem Vater, einem Pfarrer, vorgebildet wurde, von 1796 bis 1800 unter Friedrich Koch das Rats-Lyceum in Stettin. 1800 wechselte er zum Studium der Theologie und Philologie an die Universität Halle. Nach Abschluss des Studiums erhielt er unter August Hermann Niemeyer eine Stelle als Lehrer am Pädagogium Halle. 1808 folgte er einem Ruf als Rektor an das Gymnasium in Stendal. 1831 wurde er als Schulleiter Direktor, bevor er 1854 auf eigenen Wunsch in den Ruhestand versetzt wurde.
Haacke wurde 1843 mit dem Roten Adlerorden 4. Klasse ausgezeichnet, 1853, bei der Feier seines fünfzigjährigen Amtsjubiläums, erhielt er diesen Orden 3. Klasse. Ebenfalls 1853 wurde er mit der Ehrendoktorwürde der Universität Halle-Wittenberg sowie die Ehrenbürgerwürde der Stadt Stendal ausgezeichnet.

## Werke (Auswahl)
- Lehrbuch der Staatengeschichte des Alterthums und der neueren Zeiten, 2 Bände, Franzen und Grosse, Stendal 1813–1814.
- Abriss der griechischen und römischen Alterthümer: Nebst einer chronologischen Uebersicht der Literatur beider Völker, Franzen und Große, Stendal 1816.
- (Hrsg.): Thukydides: Thucydidis de bello Peloponnesiaco, 2 Bände, Leipzig 1820.
- Andeutungen für den vorbereitenden Unterricht in der allgemeinen Geschichte in den unteren und mittleren Gymnasialclassen, Stendal 1827.